# Столкновение над Эдисоном
Столкновение над Эдисоном — авиационная катастрофа, произошедшая в субботу 9 января 1971 года в небе над городом Эдисон (штат Нью-Джерси), когда Boeing 707—323 авиакомпании American Airlines при заходе на посадку в аэропорт Ньюарк столкнулся в воздухе с учебной Cessna 150. В результате происшествия погибли два человека — все на борту «Цессны». «Боинг» сумел совершить благополучную посадку в аэропорту.

## Данные об экипажах

### Boeing 707
- Командир воздушного судна — Роберт У. Харрингтон (англ. Robert W. Harrington). 52 года, был квалифицирован для полётов на B-707 и других самолётах. Из-за дальнозоркости носил очки, в которых и был в момент столкновения. На момент происшествия имел общий налёт 17 300 часов, в том числе 2100 часов на B-707[1].
- Второй пилот — Уильям Х. Уильямс (англ. William H. Williams). 36 лет, был квалифицирован для полётов на B-707 и других самолётах. На момент происшествия имел общий налёт 4400 часов, в том числе 1798 часов на B-707[1].
- Бортинженер — Джордж Р. Айли (англ. George R. Isley). 31 год, был квалифицирован на бортинженера реактивных самолётов, а также на гражданского пилота. На момент происшествия имел общий налёт 3287 часов, в том числе 1127 часов на B-707[1].

### Cessna 150
- Пилот-инструктор — Уильям К. Сквайрз (англ. William K. Squires). 43 года, имел квалификацию пилота-инструктора одно- и многомоторных самолётов по наземной, приборной и лётной подготовке. По медицинским показаниям носил корректирующие очки. Имел общий налёт 1215 часов, в том числе 383 часа на Cessna 150[1].
- Стажёр — Эдмунд Асколес (англ. Edmund Ascolese). 18 лет, перед полётом прошёл две подготовки. Выполнял свой второй полёт, а налёт составлял всего пять часов[1].

## Катастрофа
«Боинг» выполнял регулярный пассажирский рейс AA30 из Сан-Франциско (Калифорния) в Ньюарк (Нью-Джерси). В 11:51 с 7 членами экипажа и 14 пассажирами на борту рейс 30 вылетел из аэропорта Сан-Франциско. Полёт выполнялся под радиолокационным контролем и до Ньюарка проходил без отклонений. Выполняя подход к аэропорту, самолёт проходил высоту 4 тысячи футов (1220 метров), когда Нью-Йоркский центр управления воздушным движением дал указание переходить на связь с Ньюарк-подход. Тем временем, в 6 милях южнее аэропорта Ньюарк находился учебный самолёт Cessna 150 авиашколы Linden Flight Services, Inc. Он взлетел с аэродрома Линден в 15:30 и теперь выполнял тренировочный полёт по правилам визуальных полётов. В его левом кресле сидел стажёр, а в правом пилот-инструктор. В аэропорту Линден не было командно-диспетчерского пункта, а потому экипаж учебного самолёта никаких сообщений на землю не передавал. Также не подавался и план полёта, но в то время это было нормой, если учебный полёт должен был выполняться в визуальных метеоусловиях. Учебные полёты проходили в специальной учебной зоне, расположенной к западу от Линдена и максимальная высота полётов была установлена в 3 тысячи футов (914 метров). Стоит отметить, что границы данной зоны учебных полётов не рассматривались в Федеральном управлении гражданской авиации.
Согласно прогнозу погоды за 16:29, над аэропортом Ньюарк стояла облачность с прояснениями высотой 3300 футов и сплошная высотой 8000 футов, ветер 360° 7 узлов, видимость 8 миль. Однако со слов пилотов самолётов, находящихся в данном районе, высота облачности колебалась от двух до трёх с половиной тысяч футов, а видимость под облаками колебалась от одной до трёх миль, у самой земли иногда прояснения до восьми миль. Экипаж «Цессны» за всё время полёта данные о погоде не запрашивал.
В 16:15:57 диспетчер Ньюарк-подход дал разрешение рейсу 30 снижаться до высоты 3 тысячи футов (914 метров) по курсу 160°. В 16:19 рейс 30 получил указание довернуть вправо на курс 180°. Как позже пояснил диспетчер, это было необходимо для выдерживания необходимого интервала до предыдущего заходящего на посадку самолёта. Затем в 16:20:05 диспетчер передал: Америкэн 30, самолёт на 12 часов менее мили, следует на северо-восток. Но в 16:20:11 с «Боинга» ответили, что не видят другого самолёта. Далее в кабине авиалайнера состоялся следующий разговор: Ну и пасмурно же здесь вокруг. Парни, думаю, что на визуальный полёт выйдем где-то через тысячу футов ниже, но, надеюсь, никто…. Неожиданно экипаж увидел впереди сквозь дымку силуэт небольшого самолёта, а в 16:20:25 раздался звук удара, после чего в 16:20:30 на землю было передано: Мы врезались в тот самолёт. Америкэн 30. На высоте 2975 футов (907 метров) летящий по курсу 178° со скоростью 176 узлов «Боинг» нагнал «Цессну» и врезался в неё левой частью крыла снаружи двигателя № 1 (крайний левый). От удара у маленького самолёта отделились стабилизаторы, после чего потерявшая управление машина упала на землю и разбилась, а оба пилота на её борту погибли. У авиалайнера были повреждены мотогондола двигателя № 1 и передняя кромка крыла в районе данного двигателя, но пилоты сумели сохранить управление и в 16:38 выполнили посадку в аэропорту Ньюарк, при этом никто на борту не пострадал. Правый стабилизатор «Цессны» упал и застрял на крыше дома в 18 милях юго-западнее аэропорта Ньюарк.

## Расследование
Столкновение произошло в контролируемом воздушном пространстве (700 футов от земли и выше), при этом пилоты учебного самолёта не были ограничены в выборе высоты, разве что не более трёх тысяч футов. В то же время визуальные полёты должны выполняться вне облаков не выше 500 футов под ними, либо не ниже 1000 футов над ними, а также не ближе 2 тысяч футов к ним по горизонтали, при этом видимость должна быть не менее 3 миль. Прогноз погоды в Ньюарке был дан по данным над самим аэропортом, но катастрофа произошла в 18 милях к югу-западу от аэропорта, где погода могла уже существенно отличаться. Точную высоту полёта «Цессны» установить невозможно, а высота полёта «Боинга», согласно данным с бортовых самописцев, составляла 2975 футов. Проверка трубок Пито авиалайнера показала, что погрешность показаний высотомеров относительно данных с бортового самописца не превышала 100 футов, а значит, экипаж рейса 30 сохранял указанную высоту три тысячи футов. Нью-Йоркский центр подхода имел радар, который отображал на экране буквенно-цифровую информацию, однако выполнявший рейс 30 борт N7595A не имел автоматического передатчика данных о высоте, поэтому диспетчер полагался только на данные от экипажа.
При изучении обломков учебного самолёта на шторке со стороны стажёра были обнаружены волосы и кровь. Исходя из этого, есть вероятность, что эта шторка была опущена, а ученик обучался выполнению полёта по приборам. У инструктора обзор не был закрыт и тот контролировал действия ученика, при этом проверяя воздушную обстановку вокруг. Стоит заметить, что о расположении учебной зоны полётов авиашколы Linden Flight Services знали некоторые сотрудники из Федерального управления гражданской авиации, но сотрудники службы управления воздушным движением, то есть авиадиспетчеры, узнали о ней только после происшествия. А между тем эта зона располагалась на пути выполнения захода на посадку в крупный аэропорт, что недопустимо по условиям безопасности воздушного движения. В результате в условиях ограниченной видимости и отсутствия предупреждений об опасности столкновения вместе сошлись два самолёта, один из которых выполнял визуальный полёт, что и привело к созданию катастрофической ситуации.

### Причины
10 мая 1972 года Национальный комитет по безопасности на транспорте выпустил отчёт, согласно которому катастрофа произошла из-за того, что оба экипажа не успели своевременно увидеть друг друга и уклониться от столкновения, когда, выполняя полёт по приборам на высоте 3000 футов в перегруженном районе и в условиях плохой видимости, их курсы случайно пересеклись. Через два года, 3 июля 1974 года, был выпущен исправленный отчёт NTSB-AAR-72-16, в котором было указано, что ещё одним фактором стало выполнение учебного полёта в зоне, расположенной на переполненном воздушном коридоре и при предельных, для данного полёта, условиях видимости.
Также ещё 16 ноября 1971 года в Федеральное управление авиации было направлено предложение проверить во всех авиашколах их зоны выполнения учебных полётов, а при необходимости более точно определить эти зоны. Также рекомендовалось довести до пилотов-инструкторов информацию, чтобы они регулярно проверяли фактическую погоду и продолжали учебные полёты только при выполнении условий для визуальных полётов.

### Комментарии
1. ↑  Здесь и далее указано Североамериканское восточное время.